# NGC 5687
NGC 5687 (другие обозначения — UGC 9395, MCG 9-24-20, ZWG 273.14, KARA 637, PGC 52116) — галактика в созвездии Волопас.
Этот объект входит в число перечисленных в оригинальной редакции «Нового общего каталога».